# Calyptranthes eriocephala
Calyptranthes eriocephala är en myrtenväxtart som beskrevs av Ignatz Urban. Calyptranthes eriocephala ingår i släktet Calyptranthes och familjen myrtenväxter. Inga underarter finns listade i Catalogue of Life.